# Biệt đội săn ma: Chuyển kiếp
Biệt đội săn ma: Chuyển kiếp (tiếng Anh: Ghostbusters: Afterlife) là một bộ phim điện ảnh Mỹ thuộc thể loại hài – siêu nhiên ra mắt vào năm 2021 do Jason Reitman làm đạo diễn kiêm viết kịch bản với Gil Renan. Là phần phim tiếp nối của Biệt đội săn ma (1984) và Biệt đội săn ma 2 (1989), cũng như là phần phim thứ tư của thương hiệu Biệt đội săn ma, tác phẩm có sự tham gia diễn xuất của các diễn viên gồm Carrie Coon, Finn Wolfhard, Mckenna Grace, Bokeem Woodbine và Paul Rudd, cùng sự trở lại của các diễn viên đã từng góp mặt ở các phần phim trước gồm Bill Murray, Dan Aykroyd, Ernie Hudson, Annie Potts và Sigourney Weaver. Lấy bối cảnh sau sự kiện 32 năm của phần phim thứ hai, tác phẩm theo chân Callie Spengler – một người mẹ đơn thân cùng với hai người con Trevor và Phoebe của mình cùng nhau chuyển đến sinh sống tại một trang trại ở Oklahoma, nơi họ được thừa kế từ người cha ghẻ lạnh Egon Spengler – một cựu thành viên của Biệt đội săn ma. Cũng từ đây, hàng loạt những hiện tượng kỳ lạ đã xảy ra trên mảnh đất này đã khiến cho Callie và hai người con phải hợp sức với những thành viên cũ của Biệt đội săn ma để giải cứu thế giới.
Phần thứ ba của Biệt đội săn ma được phát triển kể từ khi phần thứ hai được ra mắt, song việc sản xuất bị đình trệ vô thời hạn do Murray từ chối trở lại tham gia thương hiệu này. Sau khi Harold Ramis từ trần vào ngày 24 tháng 2 năm 2014, Sony Pictures đã sản xuất một bộ phim tái khởi động vào năm 2016 do các diễn viên nữ đóng chính. Tháng 1 năm 2019, Jason Reitman được xác nhận ngồi ghế đạo diễn phần tiếp theo của bộ phim gốc, với dàn diễn viên mới được công bố từ tháng 7 và dàn diễn viên cũ ký hợp đồng gia nhập đóng phim vào hai tháng sau đó. Bộ phim được khởi quay từ tháng 7 đến tháng 10 cùng năm, với Rob Simonsen – cộng tác viên thường xuyên của Jason – được thuê để tham gia soạn nhạc nền cho bộ phim. Đây cũng là bộ phim cuối cùng thuộc thương hiệu Biệt đội săn ma do Ivan Reitman tham gia sản xuất trước khi ông qua đời vào tháng 2 năm 2022.
Biệt đội săn ma: Chuyển kiếp có buổi công chiếu không báo trước tại CinemaCon ở Las Vegas vào ngày 23 tháng 8 năm 2021, sau đó được Columbia Pictures của Sony Pictures Releasing phát hành tại Mỹ vào ngày 19 tháng 11 năm 2022 sau bốn lần lùi lịch chiếu do ảnh hưởng của đại dịch COVID-19, với kế hoạch ra mắt lúc đầu là vào tháng 7 năm 2020. Tác phẩm cũng được công chiếu tại Việt Nam vào ngày 7 tháng 1 năm 2022. Sau khi ra mắt, bộ phim nhận về những lời nhận xét trái chiều từ giới chuyên môn, với những lời khen về diễn xuất của các diễn viên trong phim, chỉ đạo đạo diễn của Reitman, tông phim mang cảm giác hoài niệm và sự tôn kính của bộ phim dành cho Ramis, mặc dù phần kịch bản và việc phục vụ cho người hâm mộ của bộ phim gặp nhiều chỉ trích. Với việc thu về 204,3 triệu USD từ kinh phí sản xuất 75 triệu USD, Sony Pictures tiếp tục cho ra mắt phần phim thứ năm của thương hiệu mang tên Biệt đội săn ma: Kỷ nguyên băng giá, được ra mắt vào ngày 22 tháng 3 năm 2024.